# Antonio da Stroncone
Antonio da Stroncone (Stroncone, 1381 circa – Assisi, 7 o 8 febbraio 1461) è stato un francescano italiano. Il suo culto come beato è stato confermato da papa Innocenzo XI nel 1687.

## Biografia

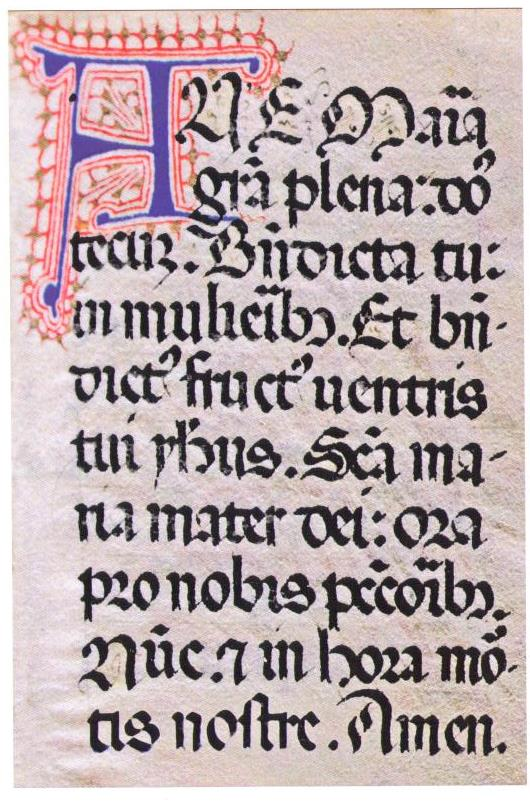
Testo Ave Maria nel libretto del beato Antonio da Stroncone

Gli veniva erroneamente attribuito il cognome "Vici", ma Vico era solamente il diminutivo del nome del padre (Ludovico). Nipote di Giovanni da Stroncone, abbracciò dodicenne la vita religiosa come frate laico tra i minori osservanti del convento della sua città e dimorò poi a Fiesole, dove fu collaboratore di Tommaso da Firenze, in Maremma e in Corsica; fu infine assegnato nuovamente al convento di Stroncone, dove si spense.
Si distinse per austerità e spirito di devozione; ebbe anche fama di profeta.
Nel suo libro di preghiere, conservato nella chiesa di San Damiano ad Assisi, si trova la più antica testimonianza dell'Ave Maria nella sua formulazione completa.

## Il culto
Le sue spoglie si conservano nella chiesa del convento francescano di Stroncone.
Papa Innocenzo XI, con decreto del 28 giugno 1687, ne confermò il culto con il titolo di beato.
Una sua immagine, con il classico attributo del crocifisso in mano, è stata dipinta da Bartolomeo Barbiani (1580-1645) nella chiesa della Santissima Trinità di Avigliano Umbro. 
Il suo elogio si legge nel martirologio romano al 7 febbraio.